# Österreichische Badmintonnationalmannschaft
Die österreichische Badmintonnationalmannschaft repräsentiert Österreich in internationalen Badmintonwettbewerben. Es gibt separate Nationalmannschaften für Junioren, Damen, Herren und gemischte Teams. Das Nationalteam repräsentiert den Österreichischen Badminton Verband.

## Teilnahme an BWF-Wettbewerben
Sudirman Cup
| Jahr | Resultat                  |
| ---- | ------------------------- |
| 1989 | 22. – Gruppe 5 Relegation |
| 1993 | 19. – Gruppe 5 Aufstieg   |
| 1995 | 18. – Gruppe 4            |
| 1997 | 22. – Gruppe 3 Relegation |
| 1999 | 21. – Gruppe 3            |
| 2001 | 21. – Gruppe 3            |
| 2003 | 21. – Gruppe 3            |
| 2013 | 20. – Gruppe 2 Relegation |
| 2015 | 24. – Gruppe 3            |
| 2017 | 20. – Gruppe 2            |

## Badminton-Mannschaftseuropameisterschaften
| Jahr | Resultat        |
| ---- | --------------- |
| 2006 | Viertelfinalist |
| 2008 | Gruppenphase    |
| 2010 | Gruppenphase    |
| 2014 | Gruppenphase    |
| 2016 | Gruppenphase    |
| 2018 | Gruppenphase    |
| 2020 | Gruppenphase    |

| Jahr | Resultat     |
| ---- | ------------ |
| 2006 | Gruppenphase |
| 2008 | Gruppenphase |

| Jahr | Resultat        |
| ---- | --------------- |
| 1972 | Viertelfinalist |
| 1974 | Gruppenphase    |
| 1976 | Gruppenphase    |
| 1978 | Gruppenphase    |
| 1980 | Gruppenphase    |
| 1982 | Gruppenphase    |
| 1984 | Gruppenphase    |
| 1986 | Gruppenphase    |
| 1988 | Gruppenphase    |
| 1990 | Gruppenphase    |
| 1992 | Gruppenphase    |
| 1994 | Gruppenphase    |
| 1996 | Gruppenphase    |
| 2009 | Gruppenphase    |
| 2011 | Gruppenphase    |

## Helvetia Cup
| Jahr | Resultat |
| ---- | -------- |
| 1962 | 3. Platz |
| 1963 | Finalist |
| 1964 | 4.       |
| 1965 | 3. Platz |
| 1966 | 3. Platz |
| 1967 | 3. Platz |
| 1968 | 4.       |
| 1969 | 3. Platz |
| 1970 | 5.       |
| 1971 | 4.       |

| Jahr | Resultat |
| ---- | -------- |
| 1973 | 3. Platz |
| 1975 | 3. Platz |
| 1977 | 7.       |
| 1979 | 6.       |
| 1981 | 6.       |
| 1983 | 4.       |
| 1985 | 8.       |
| 1987 | 4.       |
| 1989 | 7.       |
| 1991 | 3. Platz |

| Jahr | Resultat |
| ---- | -------- |
| 1993 | Sieger   |
| 1997 | 6.       |
| 1999 | 6.       |
| 2001 | 9.       |
| 2003 | 10.      |
| 2005 | 10.      |
| 2007 | 9.       |

## Badminton-Junioreneuropameisterschaft
Gemischtes Team
| Jahr | Resultat     |
| ---- | ------------ |
| 2009 | Gruppenphase |
| 2011 | Gruppenphase |
| 2013 | Gruppenphase |
| 2015 | Gruppenphase |
| 2017 | Gruppenphase |
| 2018 | Gruppenphase |
| 2022 | Gruppenphase |

## Nationalspieler
Herren
- Luka Wraber
- Wolfgang Gnedt
- Leon Seiwald
- Philip Birker
- Dominik Stipsits
- Philipp Drexler
- Kilian Meusburger

Damen
- Chiara Rudolf
- Katrin Neudolt
- Martina Nöst
- Sarah Dlapka
- Serena Au Yeong
- Katharina Hochmeir
- Carina Meinke
- Lena Krug